# 허협
허협(許-, 1796년 ~ 1840년 1월 31일)은 조선의 천주교 박해 때에 순교한 한국 천주교의 103위 성인 중에 한 사람이다. 세례명은 바오로(Paulus)이다.

## 생애
허협에 대해서는 알려진 것이 적다. 그에 대해 알려진 것이라고는 그가 45세의 나이로 순교했다는 것과 등이 전부이다. 그는 훈련도감의 병사였고, 독실한 천주교 신자였다.
허협은 체포되어 배교를 거부하였으므로 고문을 받았다, 그는 주리를 틀리었고, 꼬챙이로 찔리는 형벌을 받았으며, 곤장 70 여대를 맞았다. 하지만, 그는 하느님을 부정치 않았다.
그러나, 몇 주 후, 허협은 고문을 견디지 못해 배교하였다. 하지만, 그는 즉시 속죄하고, 포장에게 가서 자신은 오직 입으로만 배교하였고 마음으로는 그렇지 않다고 말하며 자신은 여전히 천주교 신자라고 주장하였다. 형리들은 그에게 배교를 취소하는 표시로 사람의 똥오줌을 마시기를 요구하였고, 허협은 주저없이 그것을 받아 마셨다. 그리고 그는 십자고상에 절하라는 소리를 들었다. 그는 바닥에 엎드려 그가 한때 배교했던 것을 뉘우치며 예배하였다.
그는 1840년 1월 31일 또는 2월 1일에 형벌의 후유증으로 숨을 거두었는데, 관찬 기록에는 그의 이름이 수록되어 있지 않다. 그는 곤장 130 여대를 맞았던 것으로 전해지며, 옥사로써 순교하던 때의 나이는 45세였다.

## 시복 · 시성
허협 바오로는 1925년 7월 5일에 성 베드로 광장에서 교황 비오 11세가 집전한 79위 시복식을 통해 복자 품에 올랐고, 1984년 5월 6일에 서울특별시 여의도에서 한국 천주교 창립 200주년을 기념하여 방한한 교황 요한 바오로 2세가 집전한 미사 중에 이뤄진 103위 시성식을 통해 성인 품에 올랐다.

## 참고 문헌
- 가톨릭 사전: 허협
- Catholic Bishop's Conference Of Korea. 103 Martryr Saints: 허협 바오로 Paulus Ho Hyob